# Леурда (Клуж)
Леурда (рум. Leurda) — село у повіті Клуж в Румунії. Входить до складу комуни Кешею.
Село розташоване на відстані 357 км на північний захід від Бухареста, 58 км на північний схід від Клуж-Напоки.

## Населення
За даними перепису населення 2002 року у селі проживали 120 осіб, усі — румуни. Усі жителі села рідною мовою назвали румунську.